# Serie A2 2003-2004 (pallavolo femminile)
La Serie A2 italiana di pallavolo femminile 2003-2004 si è svolta dal 12 ottobre 2003 al 23 maggio 2004: al torneo hanno partecipato sedici squadre di club italiane e la vittoria finale è andata per la prima volta al Santeramo Sport.

## Regolamento
Le squadre hanno disputato un girone all'italiana, con gare di andata e ritorno, per un totale di trenta giornate; al termine della regular season:
- La prima classificata è promossa in Serie A1.
- Le classificate dal secondo al quinto posto hanno acceduto ai play-off promozione, strutturati in semifinali, giocate al meglio di due vittorie su tre gare, e finale, giocata al meglio di tre vittorie su cinque gare: la vincitrice è promossa in Serie A1.
- Le ultime quattro classificate sono retrocesse in Serie B1.

## Le squadre partecipanti
Parteciparono 16 squadre. Al declassamento della Romanelli Firenze e alla rinuncia di Palermo, provenienti dalla Serie A1, conseguirono i ripescaggi dell'Airone e Pema Corplast Corridonia. Gelati Gelma Seap Aragona, Marche Metalli Castelfidardo, Mariani Petroli Lodi e Rebecchi Rivergaro erano le neopromosse dalla Serie B. BBC The Passion Matera, Burro Virgilio Gabbioli Curtatone e Siram Roma furono ripescate a vario titolo in seguito alle rinunce di Mazzano, Padova e Soliera.
| Squadra                           | Stagioni in Serie A2 | Allenatore                                  | Campo di gioco                         |
| --------------------------------- | -------------------- | ------------------------------------------- | -------------------------------------- |
| BBC The Passion Matera            |                      | Rosario Braia, poi Ettore Guidetti          | PalaSassi di Matera                    |
| Burro Virgilio Gabbioli Curtatone |                      | Marco Gazzotti                              | Palasport di Curtatone, MN             |
| Caoduro Cavazzale Monticello      |                      | Delio Rossetto                              | Palasport di Monticello Conte Otto, VI |
| Dimeglio Brums Busto Arsizio      |                      | Giovanni Volpicella                         | PalaYamamay di Busto Arsizio, VA       |
| Figurella Firenze                 |                      | Andres Delgado, poi Claudio Casadio         | PalaValenti di Firenze                 |
| Gelati Gelma Seap Aragona         | 1                    | Paolo Giribaldi                             | PalaGiglia di Favara, AG               |
| Lines Tra.De.Co. Altamura         |                      | Gianfranco Milano                           | PalaBaldassarra di Altamura, BA        |
| Marche Metalli Castelfidardo      |                      | Daniele Capriotti, poi Alessandro Fammelume | Palasport di Castelfidardo, AN         |
| Mariani Petroli Lodi              | 1                    | Enrico Mazzola                              | PalaCastellotti di Lodi                |
| Pema Corplast Corridonia          |                      | Marco Esposto                               | Palasport di Corridonia, MC            |
| Rebecchi Rivergaro                |                      | Leonardo Barbieri                           | Palasport di Rivergaro, PC             |
| Siciliani Santeramo               |                      | Francesco Montemurro                        | PalaCooper di Santeramo in Colle, BA   |
| Siram Roma                        |                      | Manuela Benelli                             | Palafonte di Roma                      |
| Team Volley Imola                 |                      | François Salvagni                           | PalaRuggi di Imola, BO                 |
| Airone                            |                      | Bruno Napolitano, poi Mauro Marasciulo      | Palazzetto ITC di Tortolì, NU          |
| Urbino per la Pace                |                      | Paolo Gabbianelli, poi Mauro Fresa          | PalaMondolce di Urbino, PU             |

## Classifica
| Pos. | Squadra                           | Pt | G  | V  | P  | SV | SP |
| ---- | --------------------------------- | -- | -- | -- | -- | -- | -- |
| 1.   | Siciliani Santeramo               | 77 | 30 | 27 | 3  | 84 | 29 |
| 2.   | Lines Tra.De.Co. Altamura         | 70 | 30 | 23 | 7  | 80 | 30 |
| 3.   | Mariani Petroli Lodi              | 61 | 30 | 20 | 10 | 70 | 42 |
| 4.   | Rebecchi Rivergaro                | 60 | 30 | 19 | 11 | 69 | 47 |
| 5.   | Airone                            | 50 | 30 | 17 | 13 | 61 | 53 |
| 6.   | BBC The Passion Matera            | 49 | 30 | 17 | 13 | 59 | 53 |
| 7.   | Figurella Firenze                 | 48 | 30 | 16 | 14 | 65 | 55 |
| 8.   | Dimeglio Brums Busto Arsizio      | 46 | 30 | 16 | 14 | 59 | 60 |
| 9.   | Gelati Gelma Seap Aragona         | 45 | 30 | 17 | 13 | 57 | 58 |
| 10.  | Burro Virgilio Gabbioli Curtatone | 45 | 30 | 16 | 14 | 60 | 62 |
| 11.  | Marche Metalli Castelfidardo      | 38 | 30 | 13 | 17 | 49 | 64 |
| 12.  | Pema Corplast Corridonia          | 37 | 30 | 11 | 19 | 50 | 62 |
| 13.  | Caoduro Cavazzale Monticello      | 31 | 30 | 11 | 19 | 48 | 72 |
| 14.  | Siram Roma                        | 31 | 30 | 9  | 21 | 49 | 74 |
| 15.  | Team Volley Imola                 | 21 | 30 | 6  | 24 | 37 | 77 |
| 16.  | Urbino per la Pace                | 8  | 30 | 2  | 28 | 28 | 87 |

| Promossa in Serie A1 | Promossa dopo i play-off promozione | Retrocesse in Serie B1 |